# 韩巴大学
国立韩巴大学（：／）是韩国的一所国立大学，主校区位于大田广域市儒城区的德明洞山16-1。原为大田产业大学，2001年改为今名。校名来自大田的旧称“（Hanbat）”，意为“辽阔的田地”。

## 外部連結
- 韓巴大學